# Cubanocleta noodti
Cubanocleta noodti is een eenoogkreeftjessoort uit de familie van de Cristacoxidae. De wetenschappelijke naam van de soort is voor het eerst geldig gepubliceerd in 1977 door Petkovski.